# 日產Atlas
日產Atlas（日语：日産・アトラス）是日本日產汽車公司於1982年生產的一款輕型貨車之一，海外出口版本則命名為日產Cabstar。

## 歷代車種

### H40 / F22（1981年12月 - 1992年 / 1982年 - 1992年）
1982年2月於日本開始發表的第一代車型，名義上是1976年生產的第三代日產Caball / Clipper（C340）後繼車款。為了滿足各種車主的需要，可分為鐵製標準貨床與低床車款。而低床車款的後軸，是採用雙輪承載（2X2）的小尺寸車胎設計。然而在引擎動力輸出方面，則是與1980年生產的第二代日產Caravan / 第三代日產Homy（E23）客貨車相同。標準艙車型（F22，Atlas 100 / 150）主要規格為1至1.5噸載重，寬座艙車型可擁有2至4噸載重（H40，Atlas 200 / 300），亦備有鐵製 / 木製高床車款。在歐洲與新加坡，則是繼續沿用上代車名販售。在台灣則由裕隆汽車代工製造，車名改做「裕隆超級好馬」。

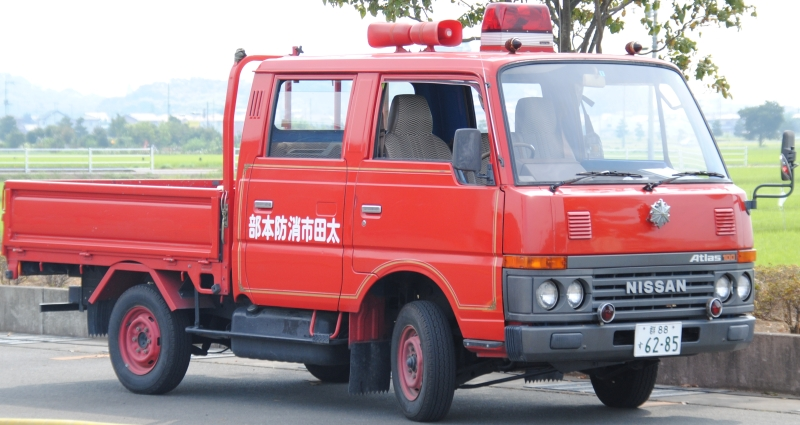
第一代日產Atlas 100雙廂貨車（F22）
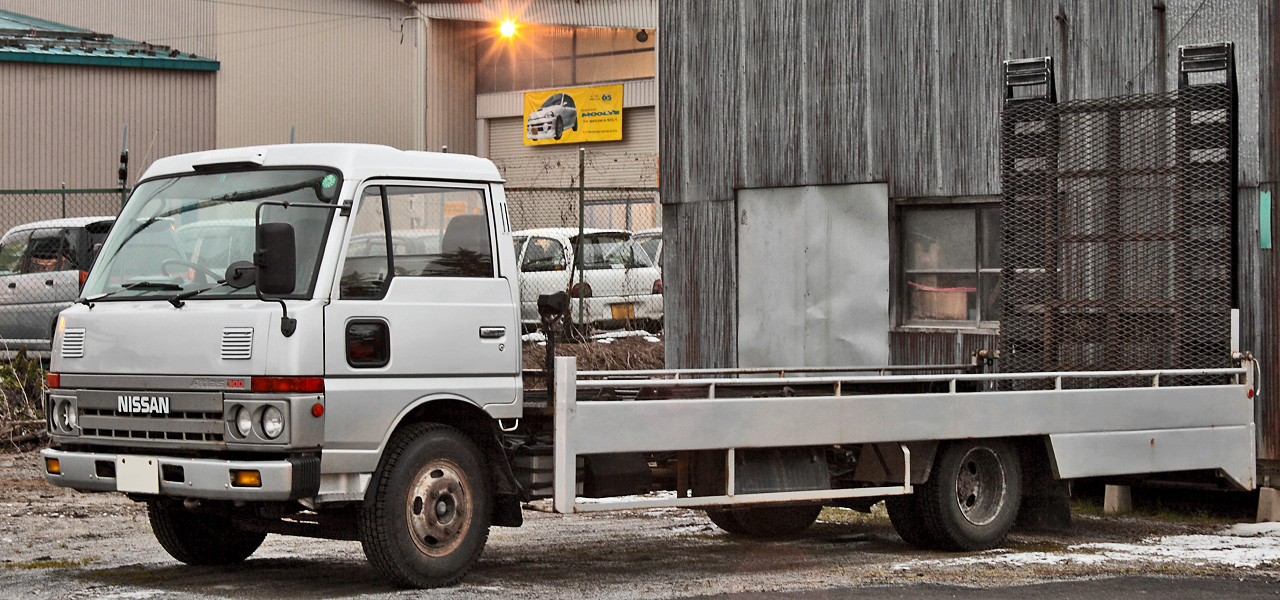
第一代日產Atlas 300長軸貨車（H40）
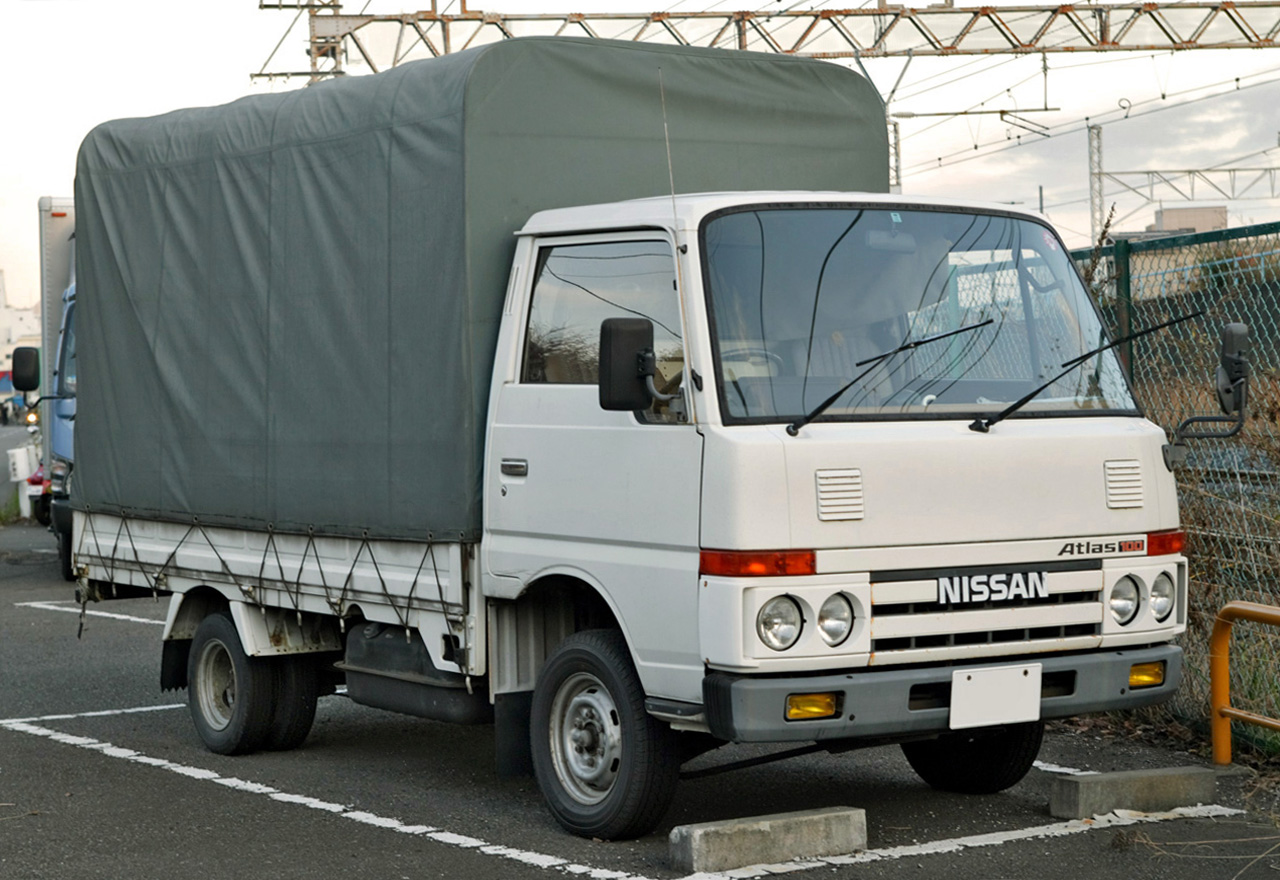
第一代日產Atlas 100 F22低床貨車
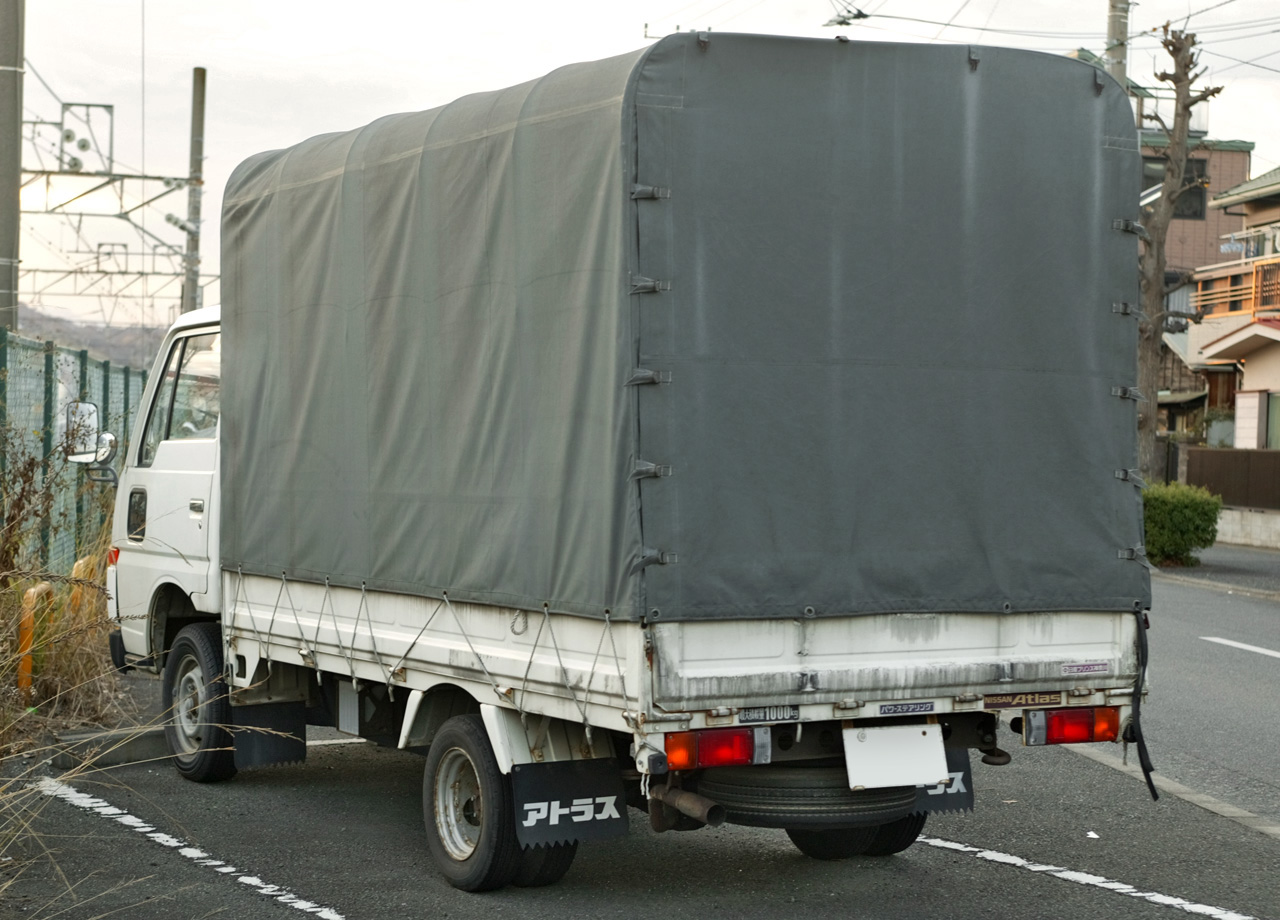
第一代日產Atlas 100 F22低床貨車車尾
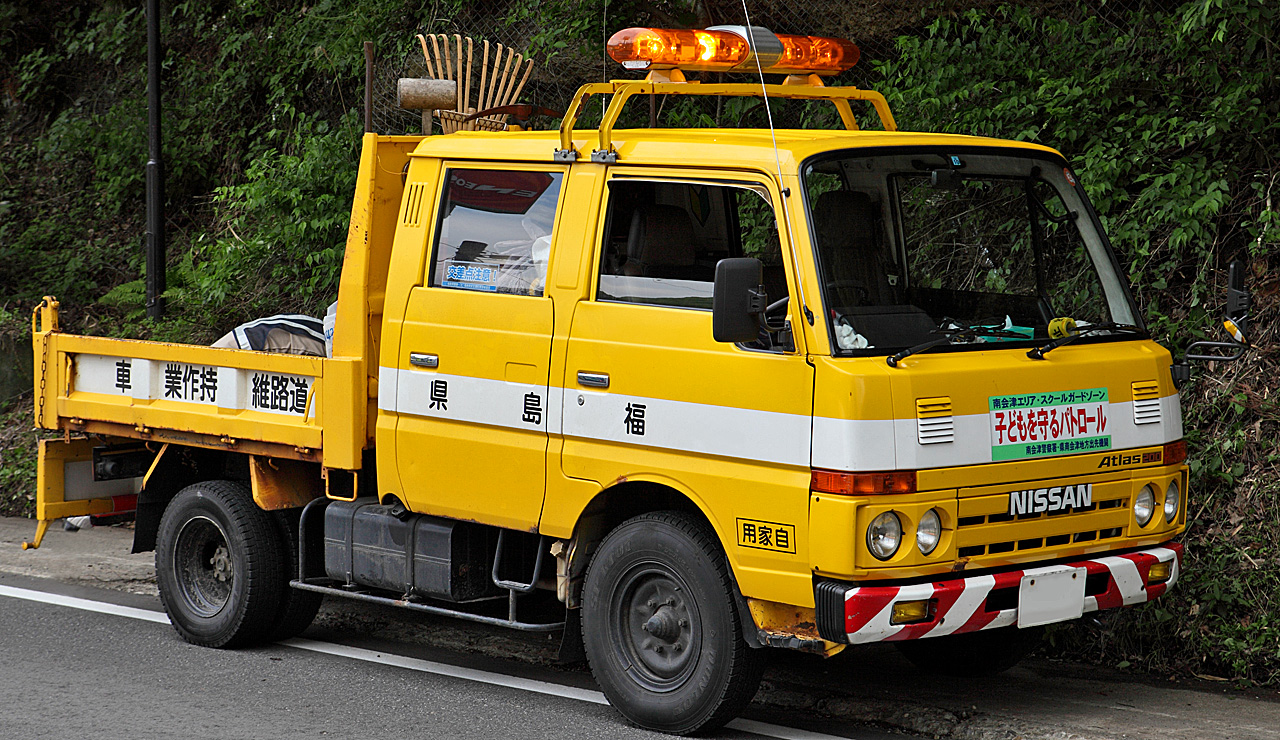
福島縣道路維持作業車
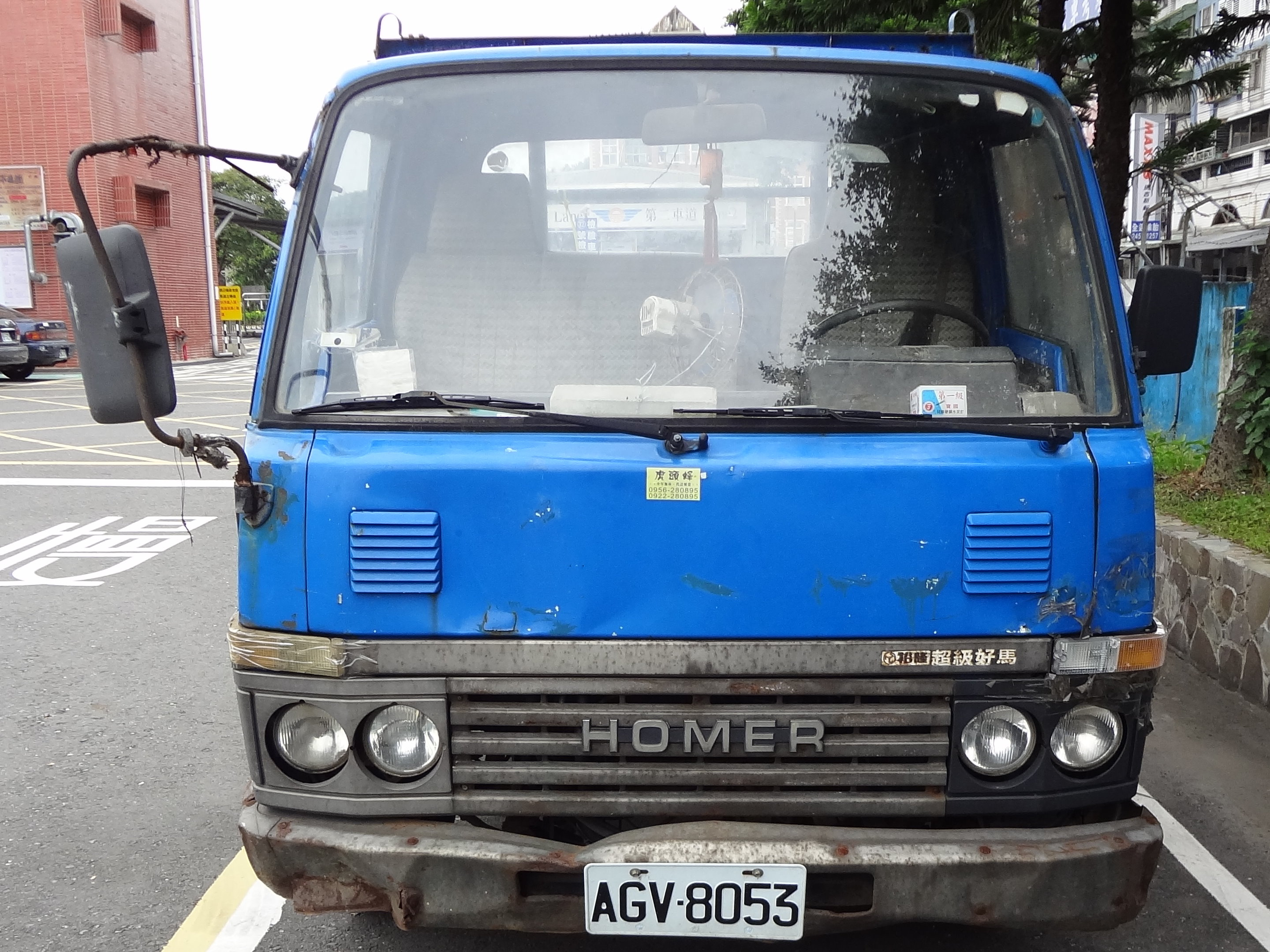
左駕版裕隆超級好馬

### F23（1992年 - 2007年）
1992年1月開始發表的第二代Atlas，在日本本地的名稱則叫做Atlas 10（日语：日産・アトラス 10）。

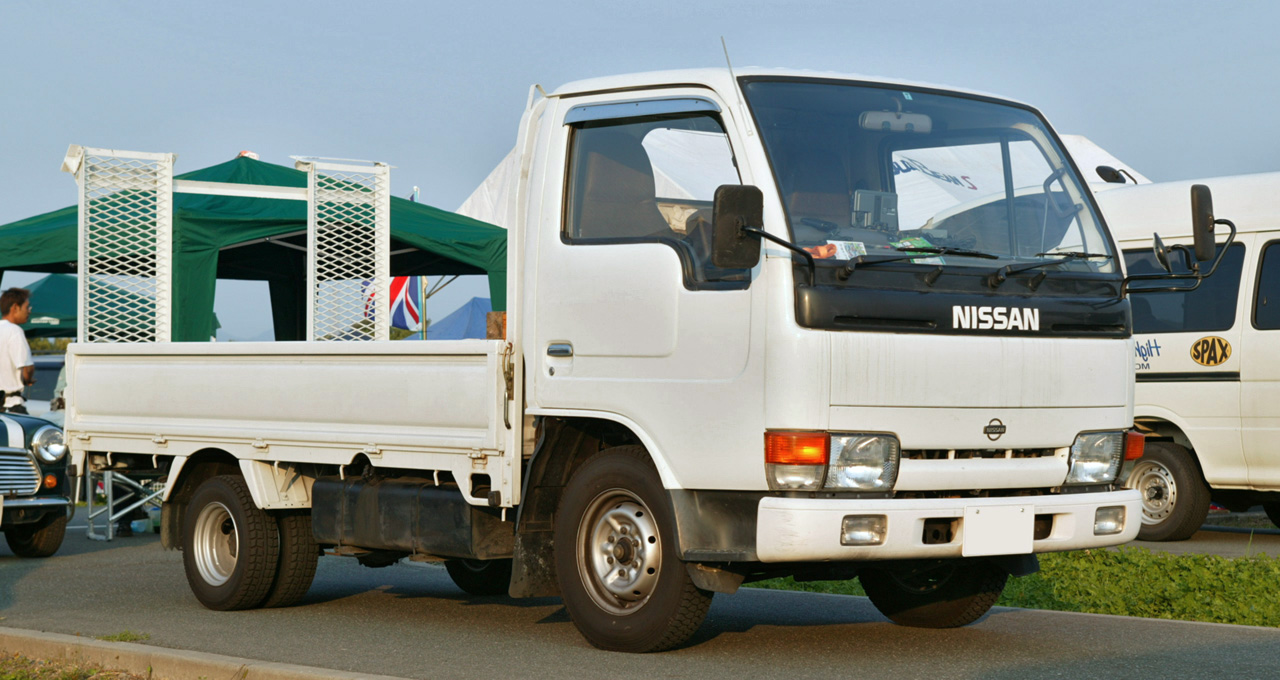
第二代日產Atlas 100 F23六輪低床貨車
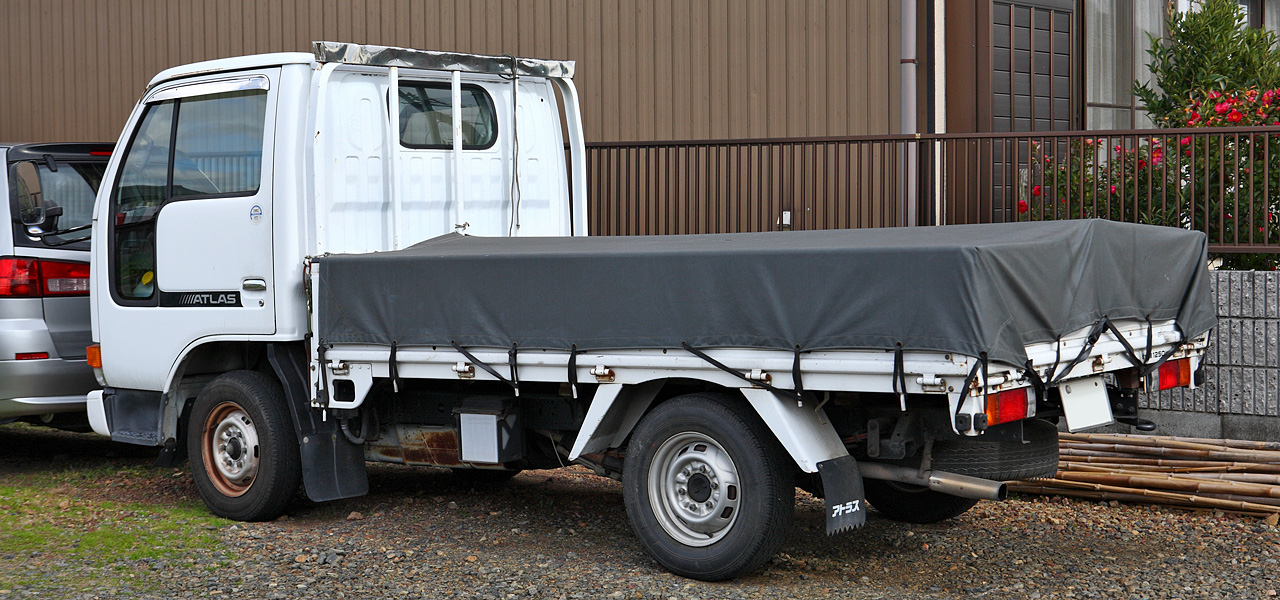
第二代日產Atlas 100 F23貨車車尾

### H41（1991年 - 1995年）
1995年8月，由日本五十鈴汽車公司所發表的第一代Elf 100（日语：エルフ100），正是第二代Atlas的OEM車款。

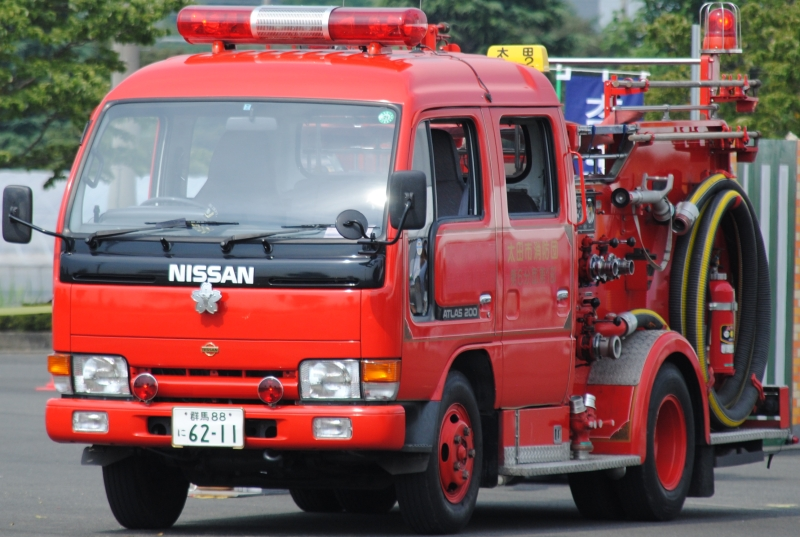
第二代日產Atlas 200消防車
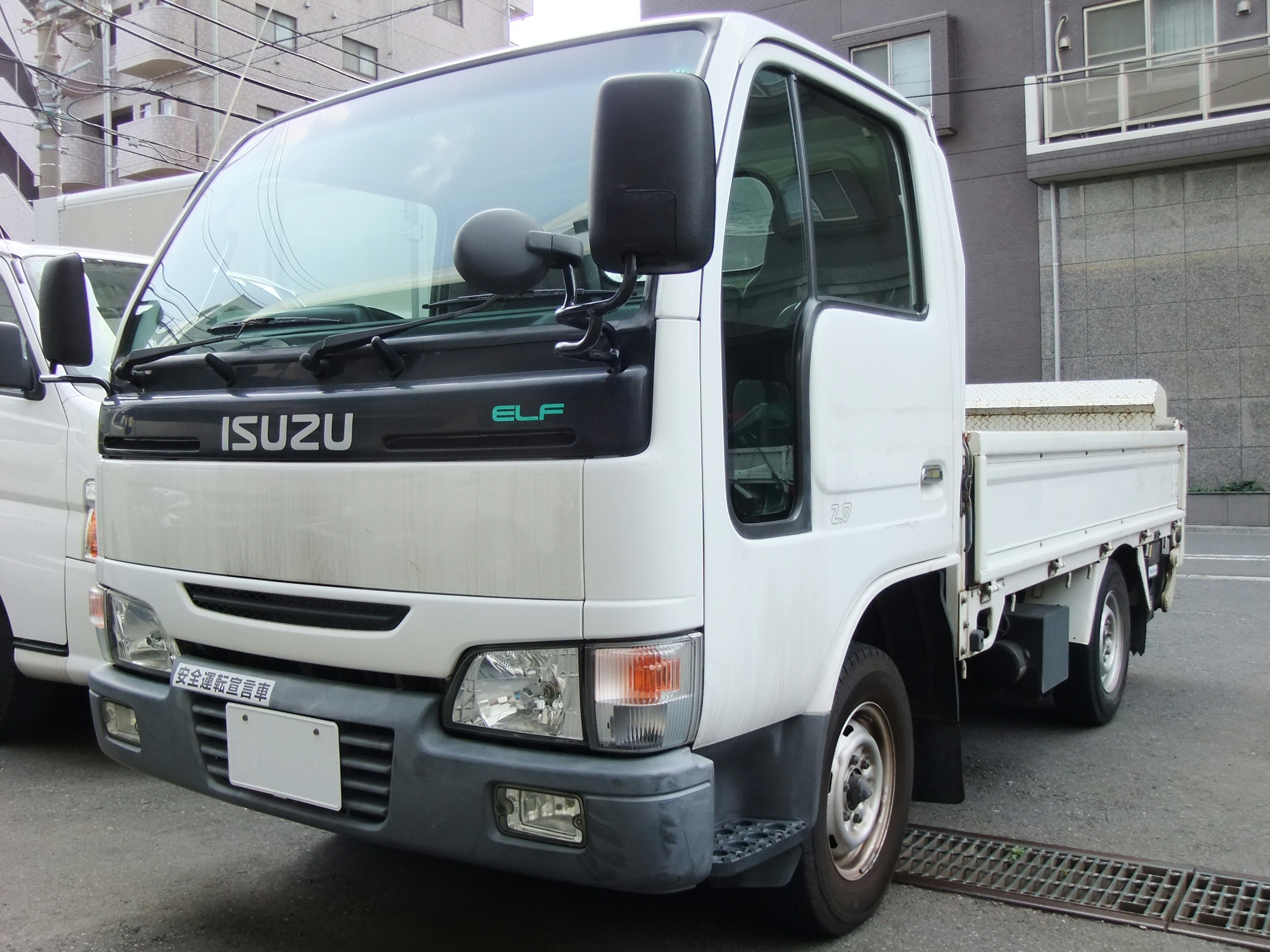
第一代五十鈴Elf 100貨車（OEM版）

### H42（1995年 - 2007年）
1995年6月開始則由五十鈴提供第四代和第五代Elf（1993年製造）OEM車型，車名又叫做Atlas 20（日语：日産・アトラス 20）、Atlas 30（日语：日産・アトラス 30）。

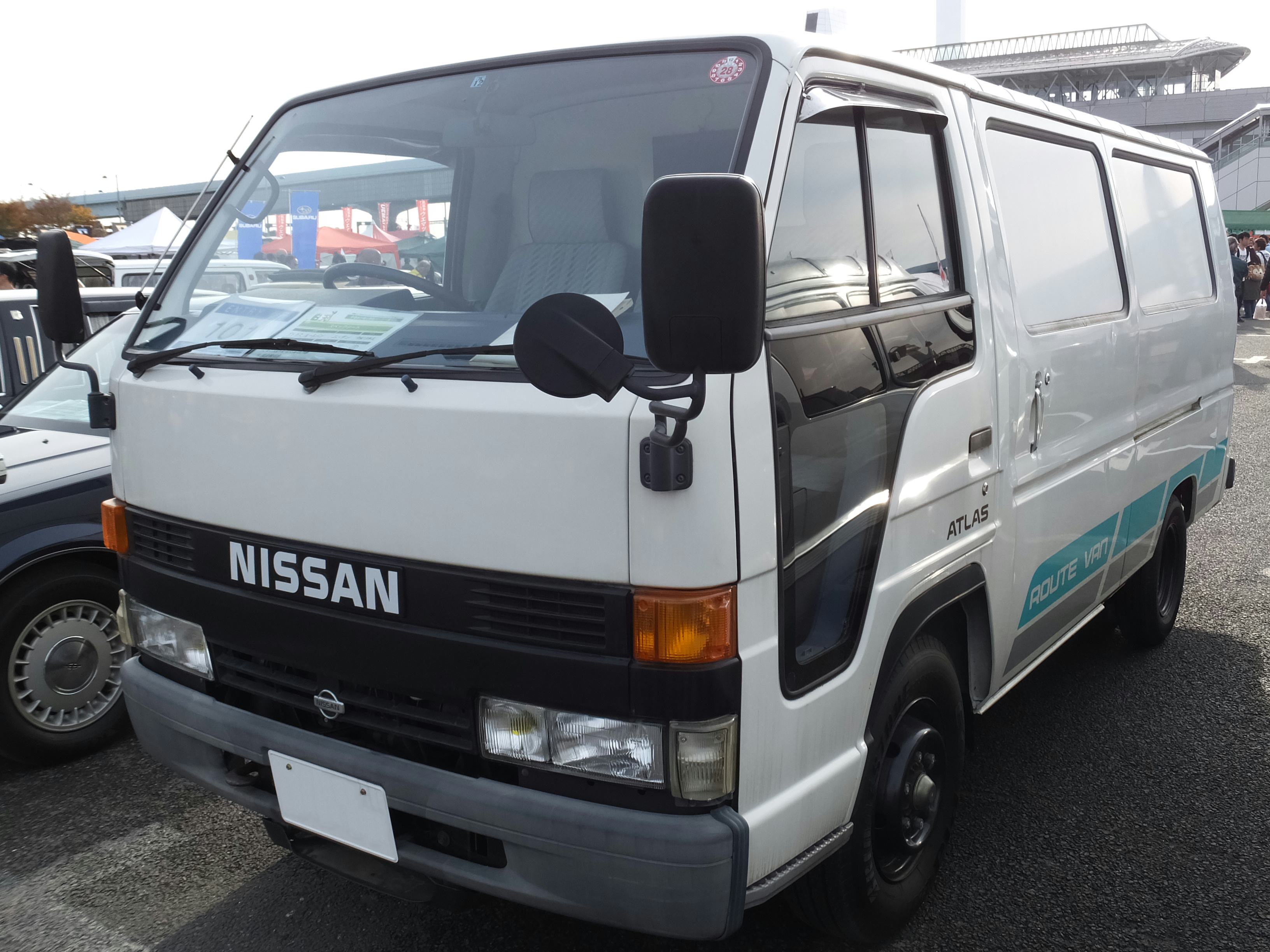
日產Atlas Route Van客貨車車頭左側
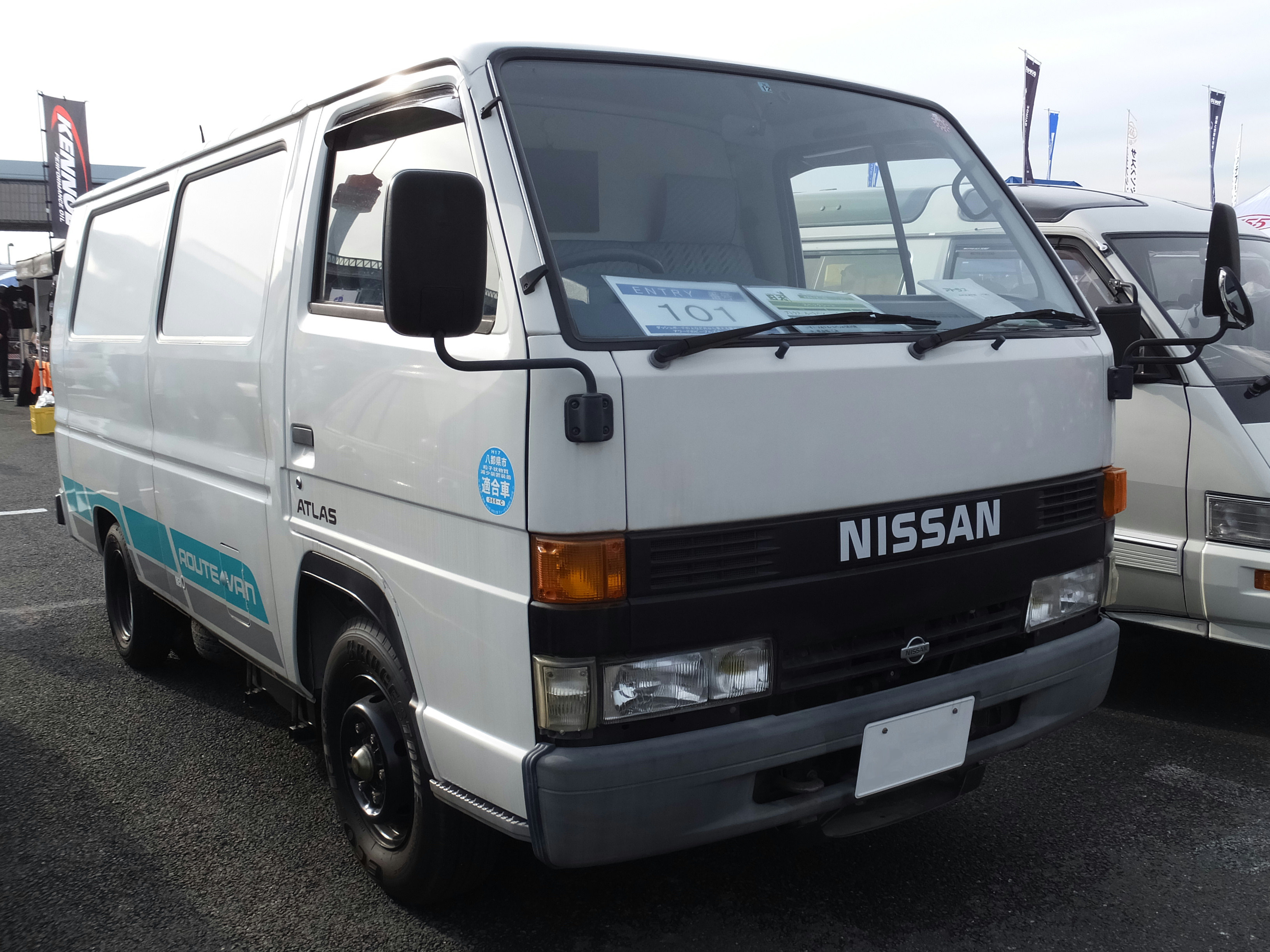
日產Atlas Route Van客貨車車頭右側
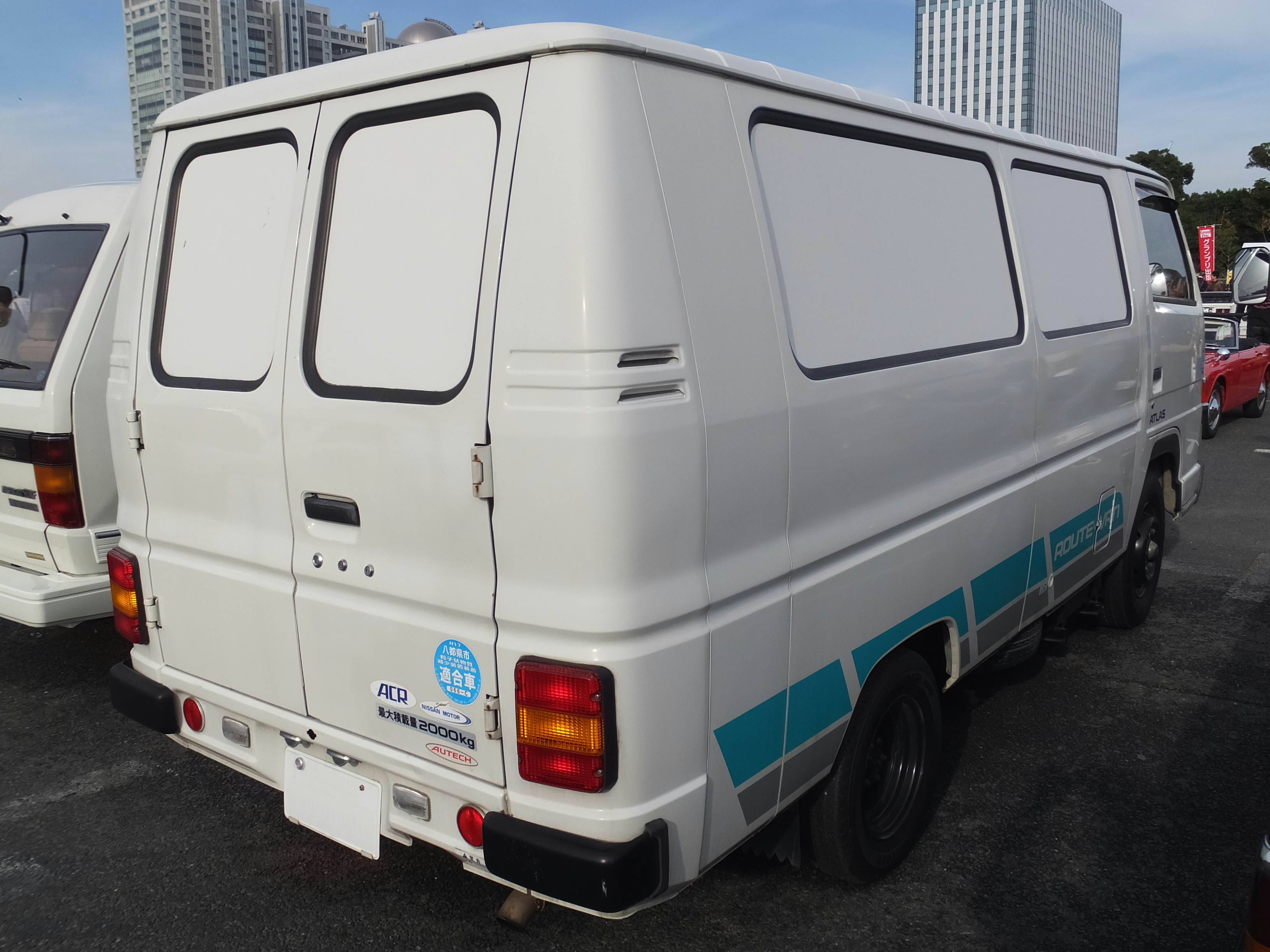
日產Atlas Route Van客貨車車尾右側
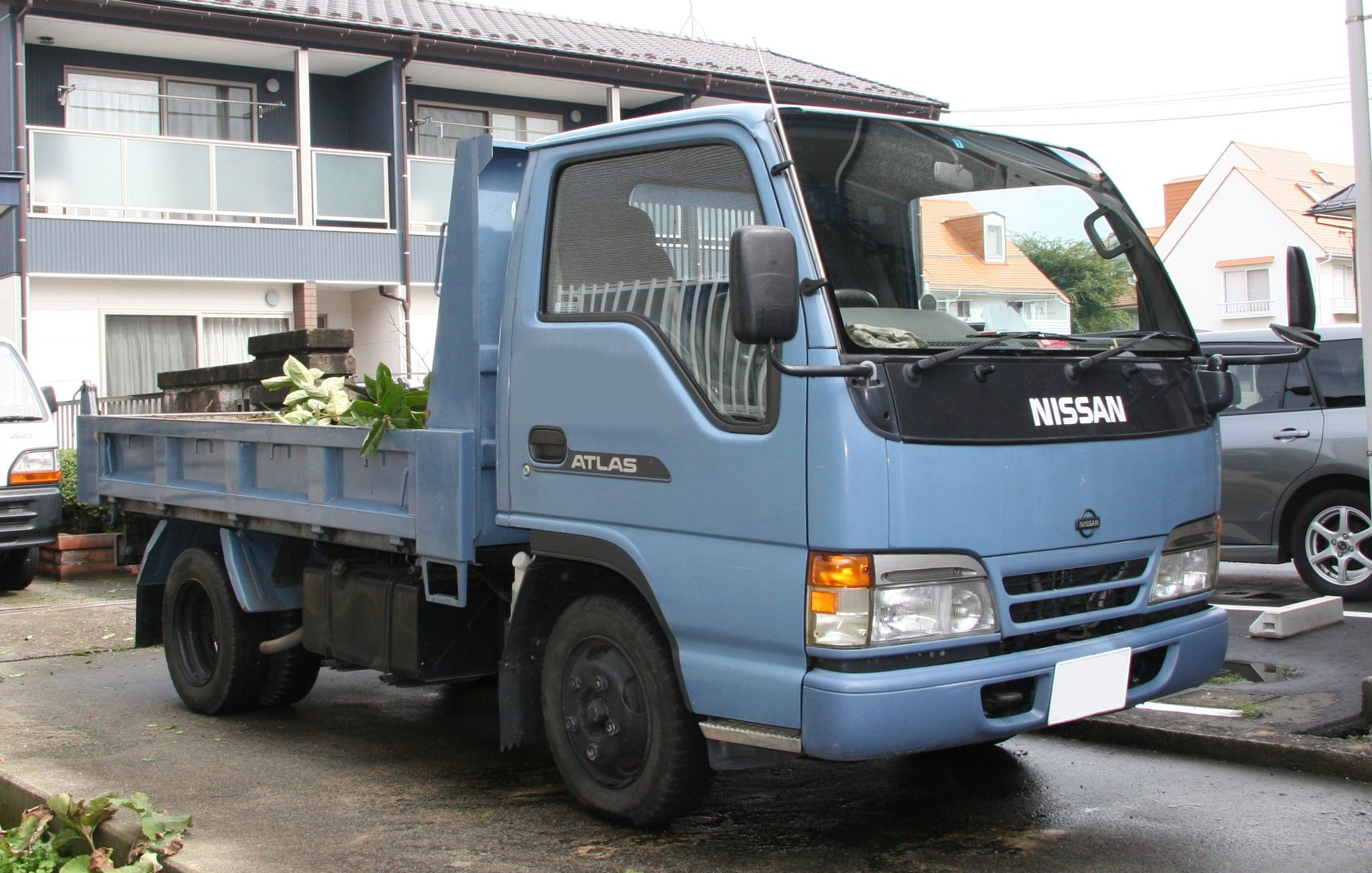
日產Atlas H42傾斜車
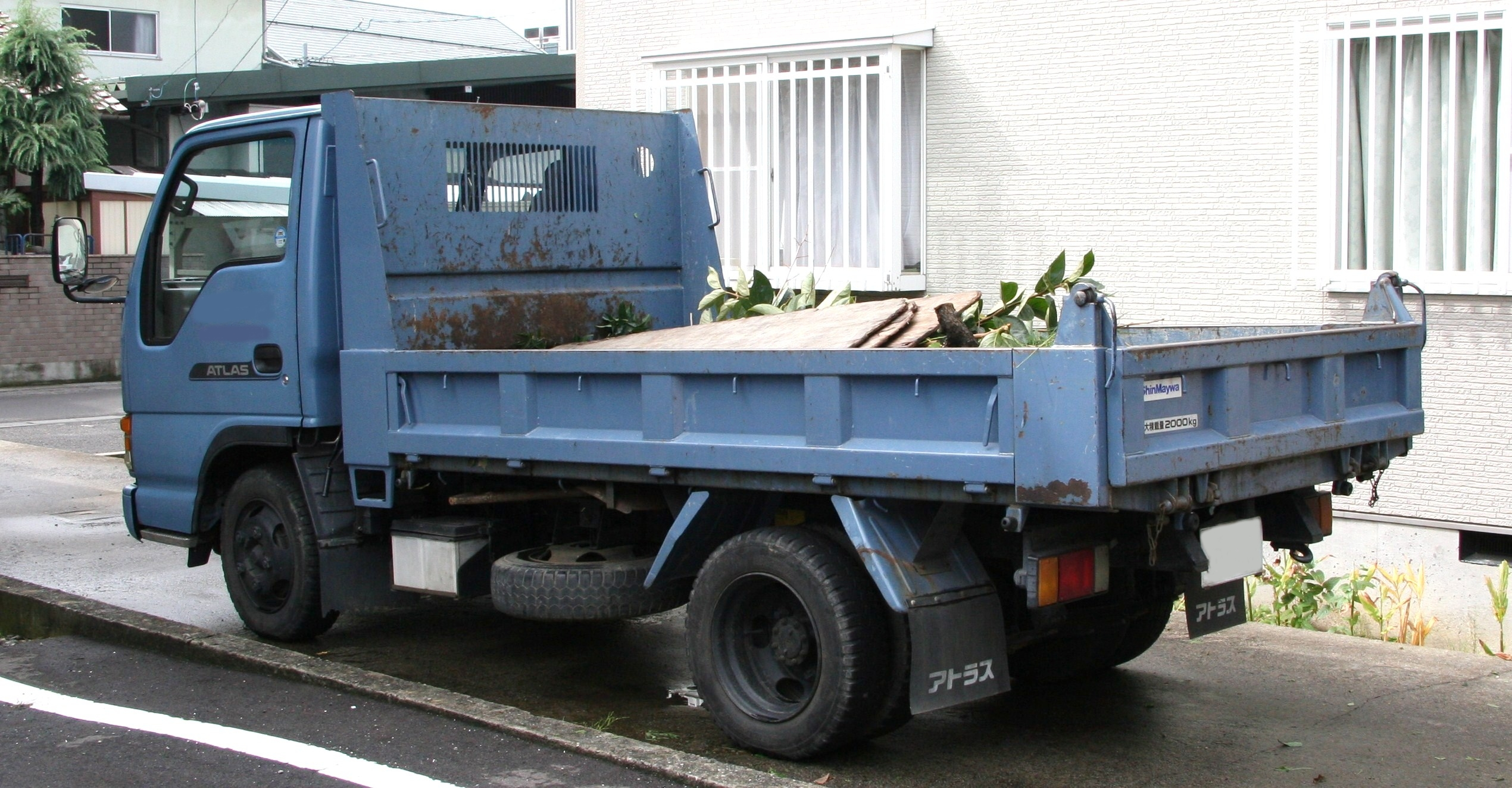
日產Atlas H42傾斜車車尾
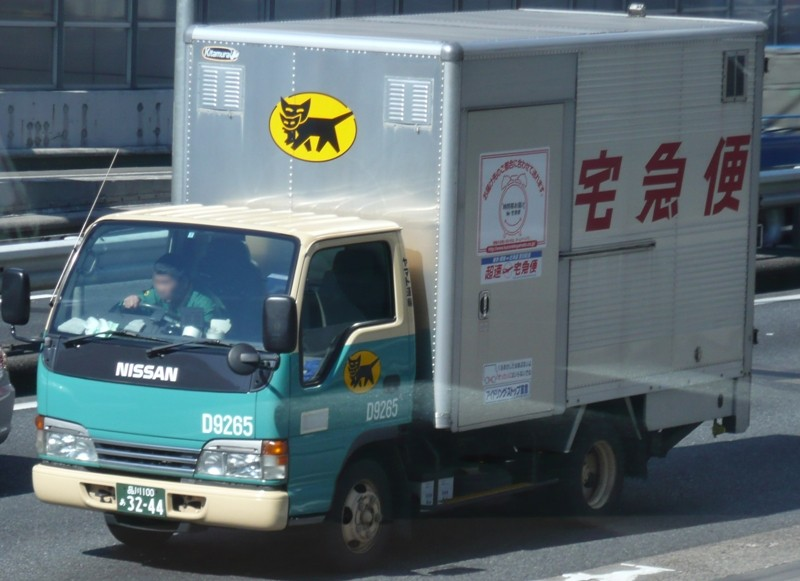
日產Atlas物流車
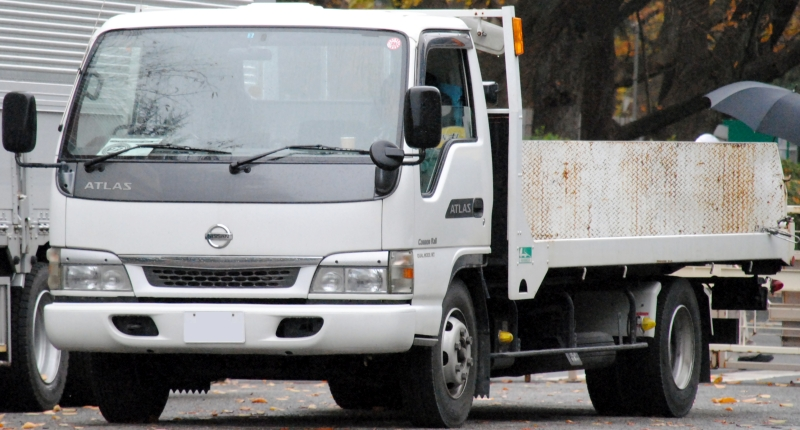
日產Atlas H42中期II型貨車（2002年6月-2004年6月）
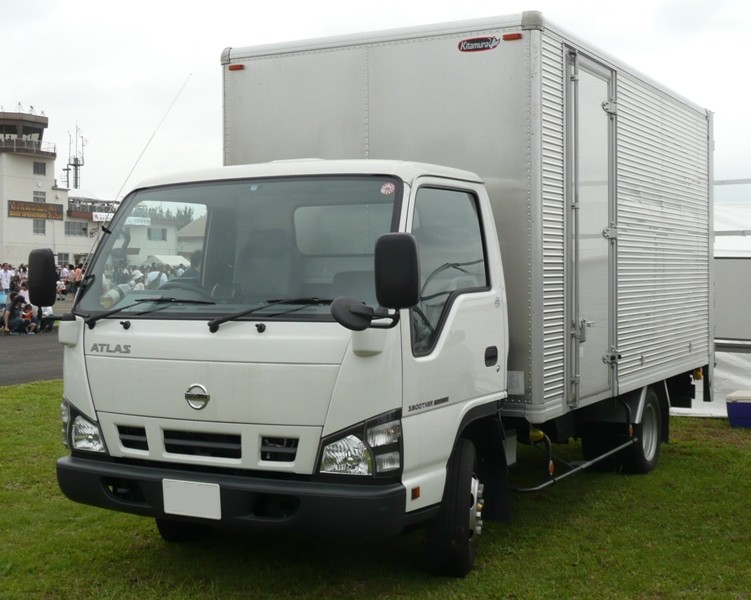
日產Atlas 20貨車（2004年6月-2007年1月，後期型）

### F24（2007年 - 2020年）
2006年9月20日，全新一代Cabstar於歐洲發表。法國雷諾汽車則是以Renault Maxity的名稱發售，到了2007年6月14日才開始在日本上市。2007年7月11日，五十鈴推出第二代Elf 100（另一款車叫做第三代Canter Guts，2013年1月15日於日本上市）。引擎種類與第四代日產Caravan（車型代號E25），使用相同的汽油（QR20DE） / 柴油引擎（ZD30DDTi）做動力輸出。2019年8月29日，改名Atlas Gasoline（アトラスガソリン），2020年12月停產。

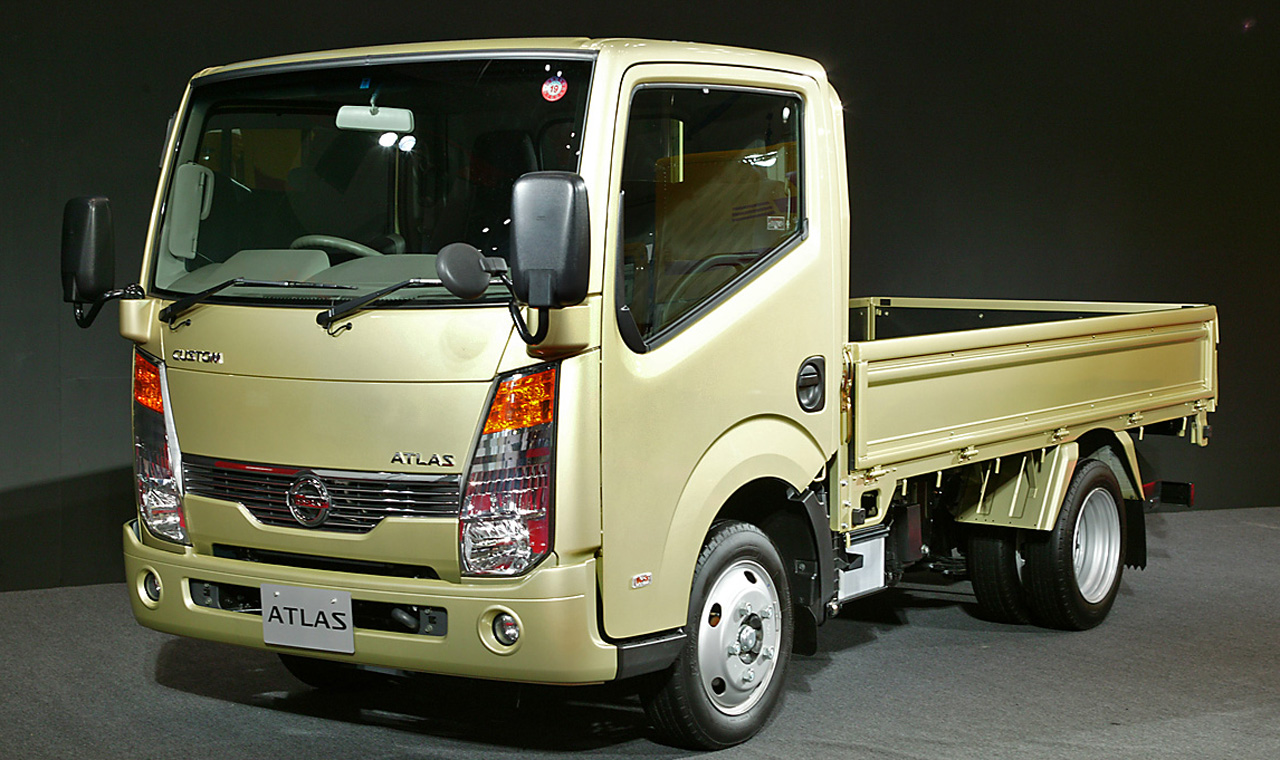
日產Atlas（F24）
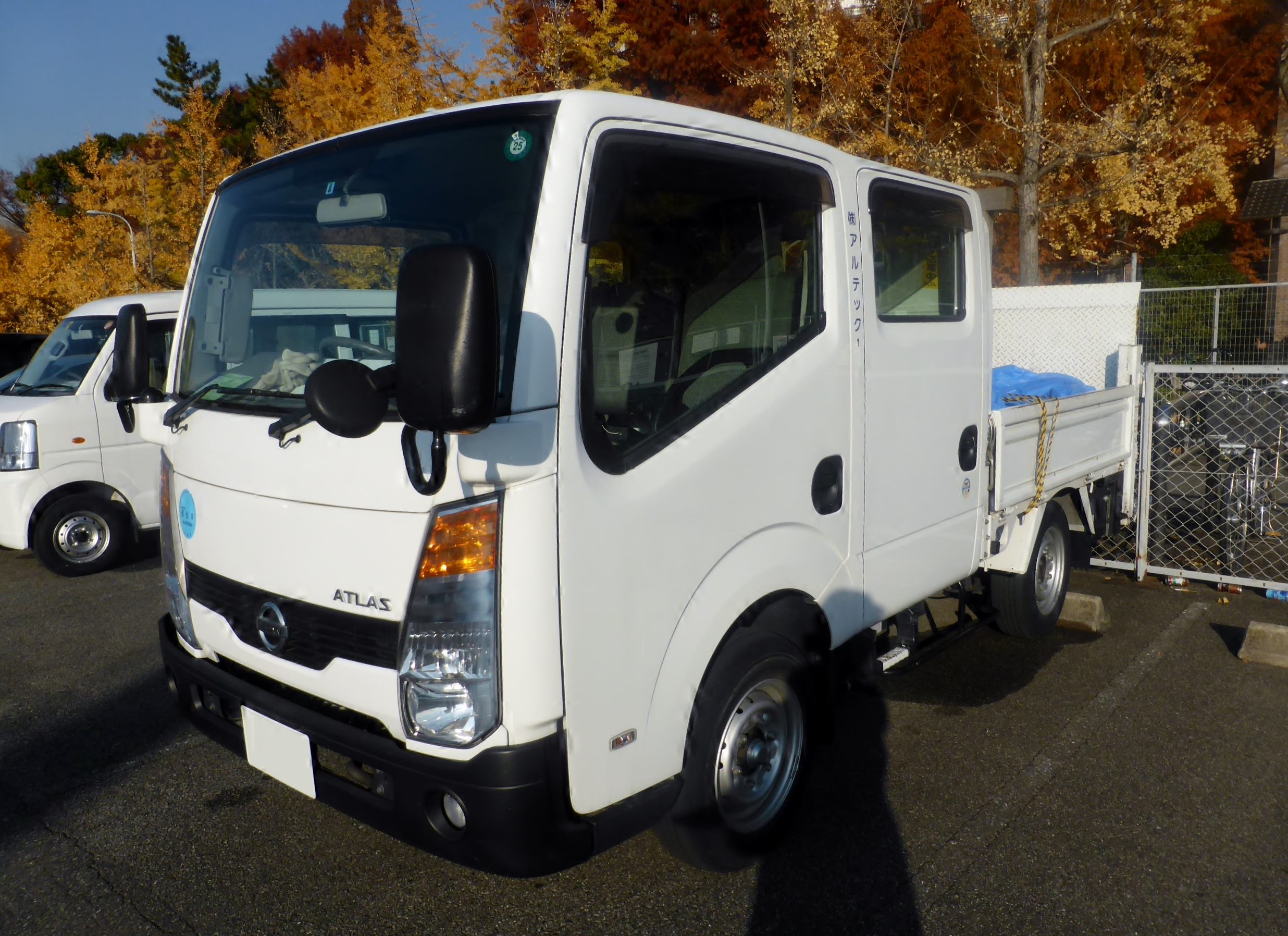
日產Atlas（F24）雙廂貨車
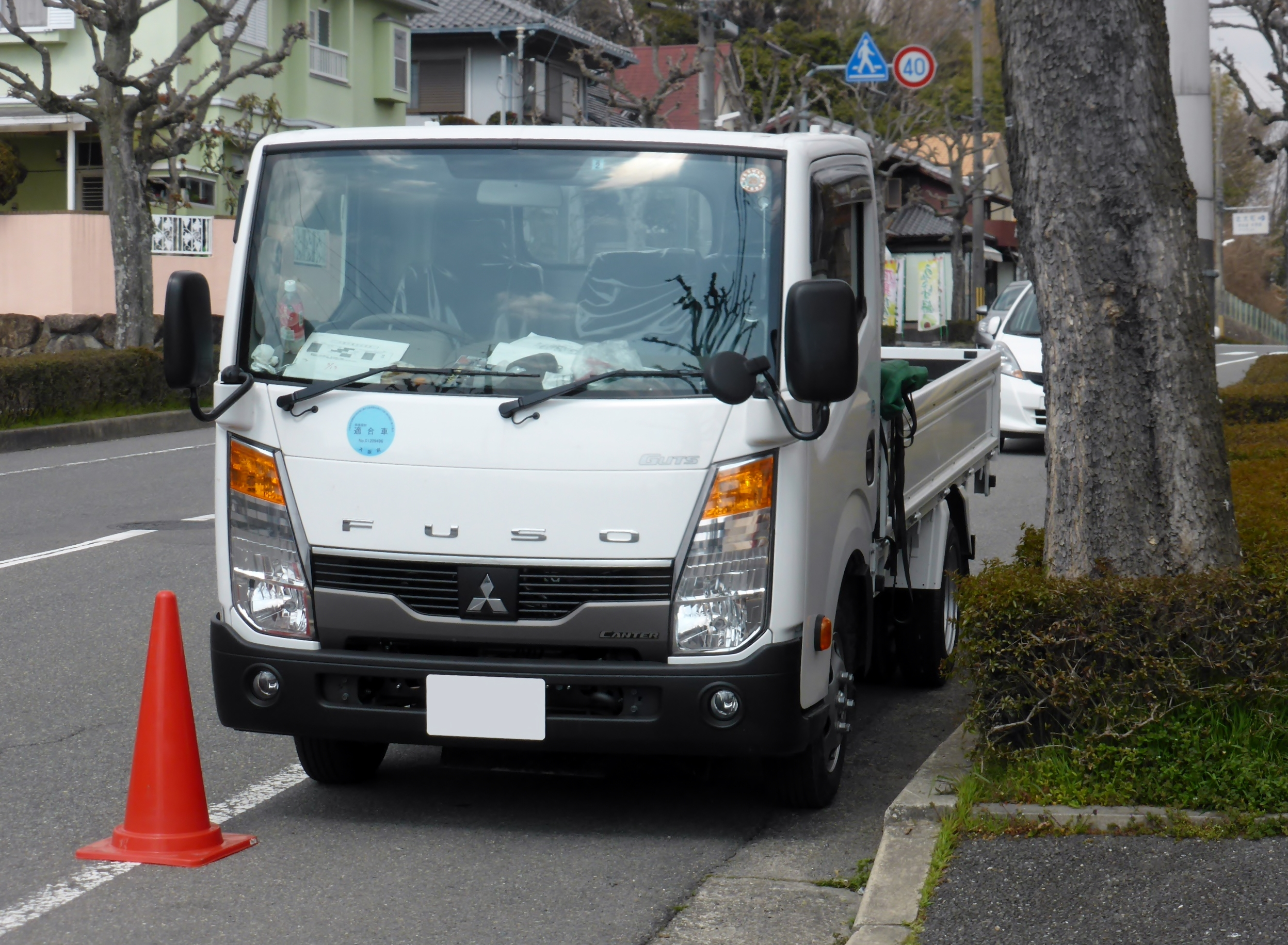
三菱Fuso Canter Guts（OEM版）

### H43（2007年 - 2012年）
2007年1月30日所發表的車種是由五十鈴製造的第六代Elf（別名Reward），9月28日開始發售石油氣版、混能柴油版本。

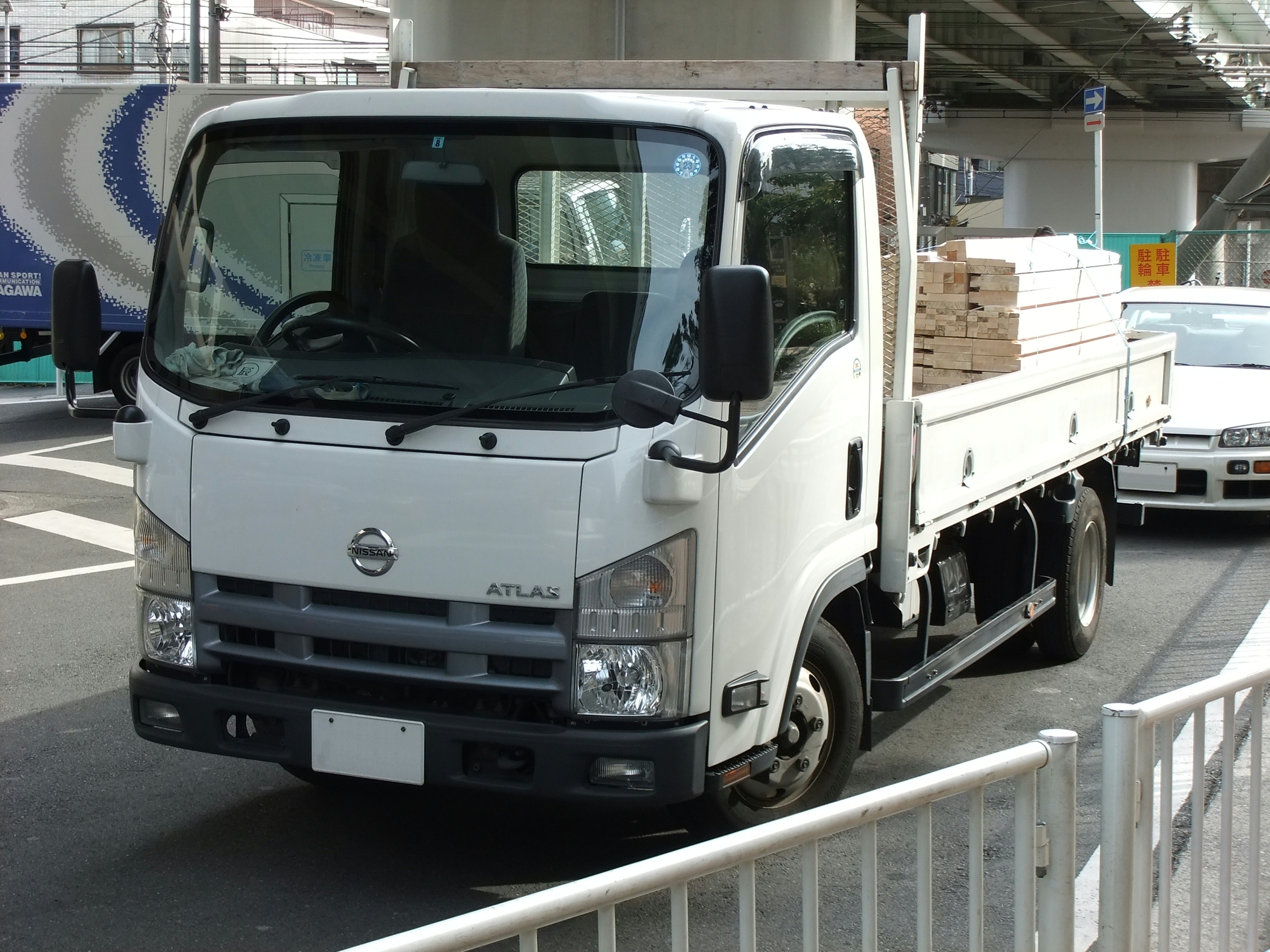
日產Atlas H43貨車
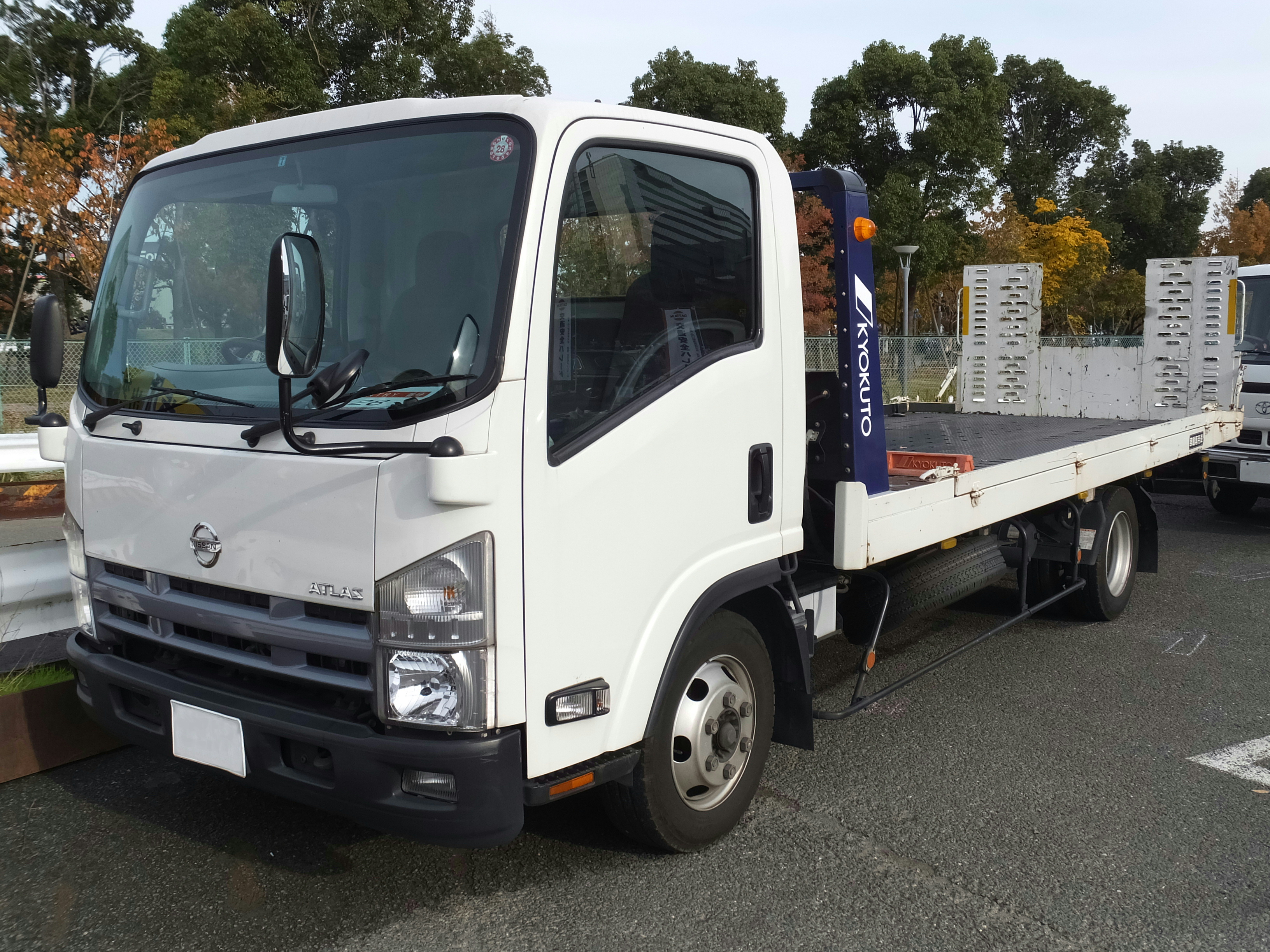
日產Atlas H43拖車

### H44（2013年 -）
2012年11月在日本發表的車種，則是改用三菱Fuso所提供第八代CanterOEM版，車名叫做NT450 Atlas（NT450・アトラス）。

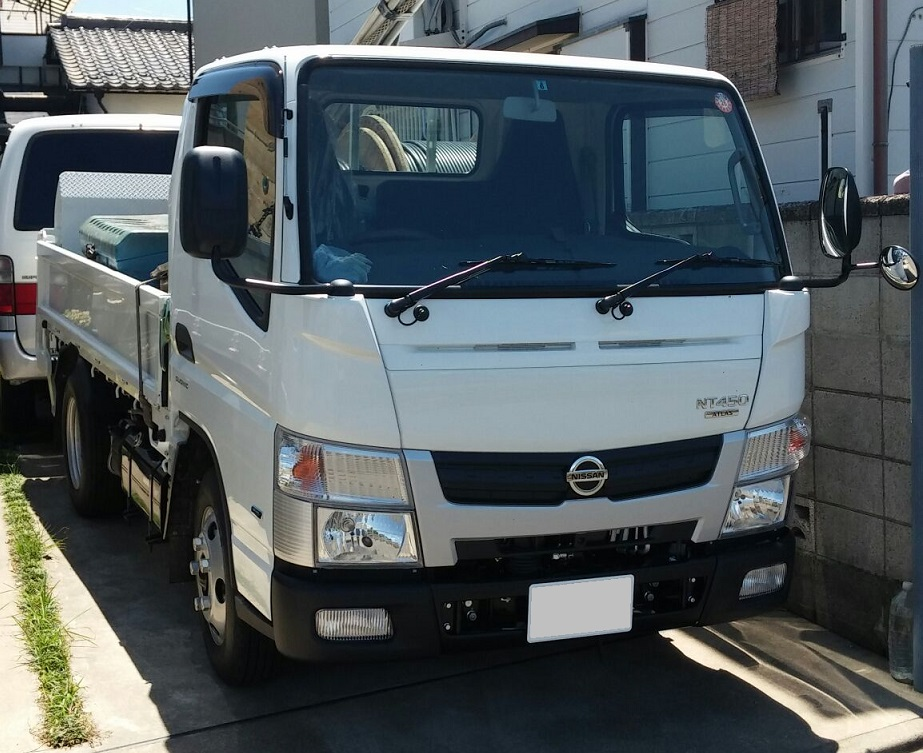
日產NT450 Atlas（H44，OEM版）

### F25（2019年 -）
2019年8月29日開始發售的車種叫做Atlas Diesel（アトラス ディーゼル），原始版本為第六代Elf小改款版本。

## 外部連結
- 日産：アトラス ガソリン ATLAS GASOLINE トラック/マイクロバス Webカタログ トップ （页面存档备份，存于）
- 日産：アトラス ディーゼル ATLAS DIESEL トラック/マイクロバス Webカタログ トップ （页面存档备份，存于）
- キャブスター（F24型英国仕様） （页面存档备份，存于）
- WEBカタログバックナンバー アトラス10（F23・後期I型） （页面存档备份，存于）
- WEBカタログバックナンバー アトラス10（F23・後期II型） （页面存档备份，存于）
- WEBカタログバックナンバー アトラス10（F23・後期III型） （页面存档备份，存于）
- 日産：NT450アトラス NT450ATLAS トラック/マイクロバス Webカタログ トップ （页面存档备份，存于）
- WEBカタログバックナンバー アトラス20（H42・前期型） （页面存档备份，存于）
- WEBカタログバックナンバー アトラス20（H42・中期I型） （页面存档备份，存于）
- WEBカタログバックナンバー アトラス20（H42・中期II型） （页面存档备份，存于）
- WEBカタログバックナンバー アトラス20（H42・後期型） （页面存档备份，存于）
- WEBカタログバックナンバー アトラスH43 （页面存档备份，存于）
- WEBカタログバックナンバー アトラスH43（ディーゼルハイブリッド・CNG車） （页面存档备份，存于）